# Storia d'Italia dal 1861 al 1997
Storia d'Italia dal 1861 al 1997 è un saggio dello storico inglese Denis Mack Smith edito da Laterza che ripercorre e analizza i personaggi e gli eventi storici, politici e economici dall'Unità d'Italia al 1997, col Governo Prodi in carica.

L'opera è l'ultima versione aumentata e rivista dall'autore della sua celebre e fortunata sintesi, apparsa originariamente in Italia nel 1959 col titolo Storia d'Italia 1861/1958 (Italy, a Modern History), pubblicata nella Collezione Storica di Laterza.

## Struttura dell'opera
- Capitolo primo: L'Italia prima del 1861
- Capitolo secondo: La situazione politica ed economica intorno al 1861
- Capitolo terzo: Il primo decennio (1861-1871)
- Capitolo quarto: La nazione si afferma (1870-1882)
- Capitolo quinto: L'agitato periodo crispino (1880-1893)
- Capitolo sesto: Sconfitta coloniale e reazione politica (1893-1900)
- Capitolo settimo: Giolitti e le riforme liberali (1900-1911)
- Capitolo ottavo: I prodromi della guerra
- Capitolo nono: La guerra e il dopoguerra (1915-1922)
- Capitolo decimo: La rivoluzione di Mussolini (1922-1925)
- Capitolo undicesimo: Teoria e prassi del fascismo
- Capitolo dodicesimo: Declino e caduta di un impero romano
- Capitolo tredicesimo: La trasformazione dell'Italia (1943-1969)
- Capitolo quattordicesimo: La democrazia italiana in crisi
- Capitolo quindicesimo: Una soluzione provvisoria (1996-1997)

## Edizioni italiane
- Denis Mack Smith, Storia d'Italia dal 1861 al 1997, traduzione di AA. VV., Collana Storia e Società, Roma-Bari, Laterza, 1998, ISBN 978-88-420-5345-3.
- Denis Mack Smith, Storia d'Italia dal 1861 al 1997, Economica Laterza, Laterza, 2000,  p. 703, ISBN 88-420-6143-3.